# Ayumu Iwasa

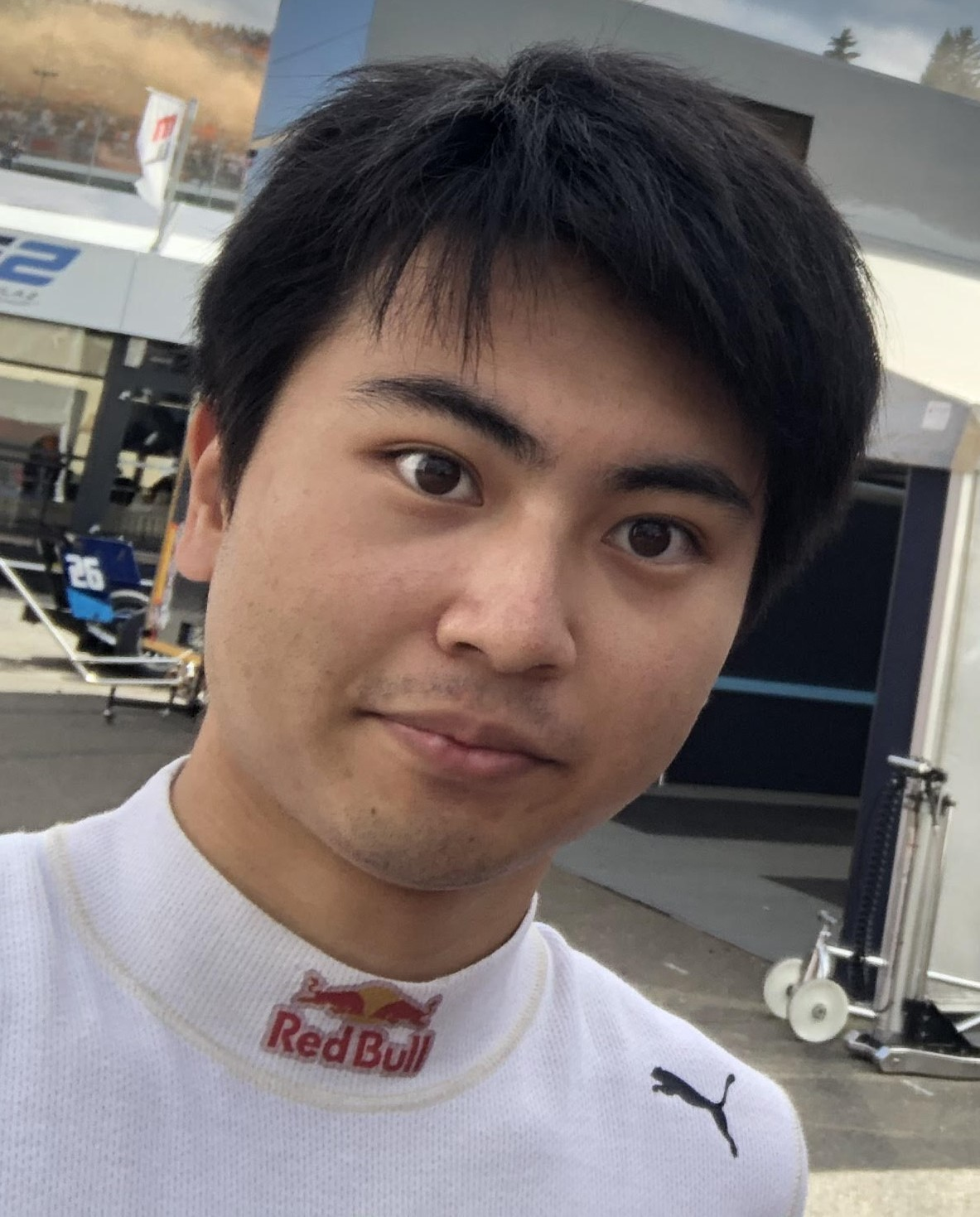
Ayumu Iwasa in 2022

Ayumu Iwasa (Japans: 岩佐歩夢, Ayumu Iwasa) (Osaka, 22 september 2001) is een Japans autocoureur. Sinds 2021 maakt hij deel uit van het Red Bull Junior Team, het opleidingsprogramma van het Formule 1-team van Red Bull Racing.

## Carrière

### Karting
Iwasa begon zijn autosportcarrière in het karting in 2005, maar begon in 2014 pas competitief te rijden. Hij won een aantal kampioenschappen, voornamelijk in Japan.

### Formuleracing
Halverwege 2017 debuteerde Iwasa in het formuleracing, waarin hij in de Aziatische Formule Renault uitkwam voor het Asia Racing Team tijdens het raceweekend op het Shanghai International Circuit. Hij eindigde beide races als tweede achter Charles Leong. Aan het eind van het jaar kwam hij uit in de seizoensfinale van het Japanse Formule 4-kampioenschap voor het B-MAX Racing Team op de Twin Ring Motegi en eindigde beide races als vijftiende.

### Formule 4
In 2018 reed Iwasa voor Rn-Sports in het derde raceweekend van de Japanse Formule 4 op de Suzuka International Racing Course en eindigde als zesde in de eerste race. Tevens reed hij in de seizoensfinale van het JAF Formule 4-kampioenschap, eveneens gehouden in Japan, waarin hij derde werd. In 2019 reed hij zijn eerste volledige seizoen in het formuleracing in de Suzuka Racing School's Single Seater Series, waar hij kampioen werd.
In 2020 werd Iwasa opgenomen in het opleidingsprogramma van Honda. Dat jaar maakte hij de overstap naar Europa, waar hij zijn debuut maakte in het Franse Formule 4-kampioenschap. Hij won negen races en stond in zes andere races op het podium. Met 338 punten werd hij overtuigend kampioen.

### Formule 3
In 2021 begon Iwasa het seizoen in het Aziatische Formule 3-kampioenschap, waarin hij uitkwam voor het team Hitech Grand Prix. Dat jaar werd hij tevens opgenomen in het Red Bull Junior Team. Later dat jaar maakte Iwasa zijn debuut in het FIA Formule 3-kampioenschap, waarin hij eveneens voor Hitech reed. Op de Hungaroring behaalde hij zijn eerste zege in het kampioenschap, terwijl hij later dat jaar op het Circuit Zandvoort ook op het podium eindigde. Met 52 punten werd hij twaalfde in de eindstand.

### Formule 2
In 2022 stapte Iwasa over naar de Formule 2, waarin hij reed voor het team van DAMS. Hij behaalde podiumplaatsen op het Circuit de Barcelona-Catalunya en Silverstone, voordat hij op het Circuit Paul Ricard zijn eerste race won. Op de Hungaroring startte hij vanaf pole position en behaalde hij nog een podiumplaats. Met nog een podiumfinish op het Circuit Zandvoort en een zege in de seizoensfinale op het Yas Marina Circuit werd hij vijfde in het klassement met 141 punten.
In 2023 bleef Iwasa bij DAMS actief in de Formule 2. Hij won drie races op het Jeddah Corniche Circuit, het Albert Park Street Circuit en het Circuit de Monaco. Daarnaast behaalde hij ook podiumplaatsen op de Red Bull Ring, de Hungaroring en het Autodromo Nazionale Monza. Met 165 punten werd hij achter Théo Pourchaire, Frederik Vesti en Jack Doohan vierde in het eindklassement.

### Super Formula
In 2024 keert Iwasa terug naar Japan om deel te nemen aan de Super Formula, waarin hij uitkomt voor het Team Mugen.

### Formule 1
Op 5 april 2024 maakte Iwasa zijn debuut in de Formule 1 tijdens de eerste vrije training van de Grand Prix van Japan voor het team van RB. Hij kwam op 6 december tijdens de eerste vrije training van de Grand Prix van Abu Dhabi voor de tweede keer in actie voor het team van RB.

Op 11 april 2025 reed Iwasa tijdens de eerste vrije training van de GP van Bahrein voor het Red Bull-team als vervanger van Max Verstappen. Hij reed een tijd van 1:35.475 en werd daarmee negentiende.